# Isola Kilby
L'isola Kilby (in inglese Kilby Island) è una piccola isola antartica facente parte dell'arcipelago Windmill.
Localizzata ad una latitudine di 66° 16' sud e ad una longitudine di 110°31' est, l'isola si trova nella zona sud della baia Newcomb, al largo della costa Budd. La zona è stata mappata per la prima volta mediante ricognizione aerea durante l'operazione Highjump e l'operazione Windmill, negli anni 1947-1948. È stata intitolata dalla US-ACAN a A.L. Kilby, che prese parte all'operazione Windmill.